# Betta spilotogena
Betta spilotogena е вид лъчеперка от семейство Osphronemidae. Видът е критично застрашен от изчезване.

## Разпространение
Разпространен е в Индонезия (Суматра).